# Jogos de Arafura
Os Jogos de Arafura (em inglês:  Arafura Games) são um evento multidesportivo, que acontece a cada dois anos na cidade de Darwin, capital do Território do Norte na Austrália. É um evento internacional que reúne os competidores de toda a Australásia, os países da Oceânia e do Sudeste Asiático. A primeira edição da competição ocorreu em 1991. Em 2001, participaram mais de 3 000 atletas de vinte e cinco países. Em 2005 foram incluídas as modalidades para pessoas com deficiência.
Os Jogos de Arafura anteriormente designados como Festival Desportivo de Arafura (em inglês:  Arafura Sports Festival) até 1997, receberam este nome por causa do mar de Arafura, que faz fronteira com a cidade de Darwin e que está dividido entre a Ásia e a Oceânia.
Os Jogos de Arafura foram cancelados em 2003 por causa da epidemia da síndrome respiratória aguda severa.
A edição de 2013 foi cancelada pelo Partido Rural Liberal do Território do Norte (em inglês: Northern Territory Country Liberal Party), devido aos custos.

## Desportos
- Atletismo
- Badmínton
- Basquetebol
- Bowling
- Boxe
- Críquete
- Ciclismo
- Futebol australiano
- Golfe
- Hóquei em campo
- Judo (planeado em 2007)
- Lawn bowls
- Levantamento de peso (desde 2005)
- Muay thai
- Natação
- Navegação à vela (planeado em 2007)
- Netball
- Sepak takraw
- Squash
- Taekwondo (desde 2005)
- Ténis
- Ténis de mesa
- Tiro desportivo
- Triatlo
- Voleibol

## Países participantes
| Ásia Oriental - China - Macau - Taipé Chinesa - Hong Kong - Japão - Coreia do Sul - Coreia do Norte Ásia Meridional - Bangladesh - Índia - Paquistão - Nepal - Sri Lanka Ásia Central - Cazaquistão - Uzbequistão - Turquemenistão - Tajiquistão - Quirguistão Sudeste Asiático - Brunei - Camboja - Indonésia - Laos - Malásia - Filipinas - Singapura - Tailândia - Timor-Leste | Oceânia / Pacífico - Austrália - Ilhas Cook - Fiji - Guam - Nauru - Nova Zelândia - Papua-Nova Guiné - Samoa Americana - Samoa - Polinésia Francesa - Tonga Estados e territórios da Austrália - Território da Capital Australiana - Nova Gales do Sul - Território do Norte - Queenslândia - Austrália Meridional - Tasmânia - Vitória - Austrália Ocidental | América - Argentina - Bermudas - Brasil - Canadá - Colômbia - México - Trinidad e Tobago - Estados Unidos - Venezuela Golfo Pérsico - Bahrein - Irão - Iraque - Omã - Catar - Arábia Saudita - Kuwait - Emirados Árabes Unidos | Europa - Espanha - Reino Unido - França - Alemanha - Irlanda - Liechtenstein - Países Baixos - Polónia - Rússia - Ucrânia - Sérvia - Montenegro - Suíça - Suécia África - Angola - Camarões - República Democrática do Congo - República do Congo - Egito - Quénia - Marrocos - Gana - Nigéria - África do Sul |